# مليون جنيه (فلم)
مليون جنيه هو فيلمٌ مصريٌ أُنتج عام 1953.

## قصة الفيلم
يعثر عمال بناءٍ في بيتٍ قديمٍ على كنزٍ تركه المملوك زمرد آغا، يُقدّر بمليون جنيه مصري. لكنه يشترط أن تُقسّم التركة بين من بقي على قيد الحياة من ورثته، وأن يكون أقربهم إليه هو الوصي على الورثة، وأن يكون له الحق في منعهم من الميراث، ومن ثمّ تُوزع التركة على الجمعيات الخيرية.
بعد البحث تبين أن الورثة هم مختار عبد الجبار (محمود المليجي) الثري المُضارِب بالبورصة، وبائع الفاكهة مرزوق أبو سنة (عبد الفتاح القصري)، وعائشة أم الخيل (زينات صدقي) المهووسة بالرهان في سباق الخيل، ومضيفة الطيران وفاء (سميرة أحمد)، والفتاة المتشردة بلابل أبو الفضل، ولقبها فلافل (نعيمة عاكف)، والتي أصبحت الوصية على الورثة لأنها الأقرب لزمرد آغا.
رغم أن فلافل تعاني الفقر رفقة صديقها البرنس (محمود شكوكو)، لكنها ترفض في البداية توزيع التركة على الورثة، لأنهم سيستخدمونها في غير أوجه الخير. لكنها تتراجع بعد أن ترى المضيفة وفاء ترغب في أن تساعد خطيبها المهندس فتحي حسني (شكري سرحان) في مشاريعه التي يحلم بها، خصوصاً وأن فلافل تحب فتحي دون علمه.
يُضيع أقارب فلافل ثروتهم الجديدة في غير أوجه الخير، بما فيهم وفاء التي تتنكر لخطيبها بعد حصولها على الثروة. ولذلك تقرر فلافل التبرع بثروتها للجمعيات الخيرية!

## أغاني الفيلم
تظهر عناوين الفيلم أن أغاني الفيلم من تأليف صالح جودت، وعبد العزيز سلام، وعبد الفتاح مصطفى، ومن تلحين أحمد صدقي، وأحمد صبرة، وعزت الجاهلي، وفيلمون وهبي.
إحدى هذه الأغاني هي الشاب الأسمر، وهي أغنية لنجاح سلام، أعادت نعيمة عاكف غناءها في هذا الفيلم.
نستطيع معرفة بعض مؤلفي الأغاني من مصادر أخرى، ومنهم:
| الأغنية             | المؤلف           | الملحن      | المغني     |
| ------------------- | ---------------- | ----------- | ---------- |
| قول يا معين         | عبد الفتاح مصطفى | أحمد صدقي   | محمد قنديل |
| الموشح              | عبد الفتاح مصطفى | أحمد صدقي   | نعيمة عاكف |
| الشاب الأسمر        | يوسف صالح        | فلمون وهبة  | نعيمة عاكف |
| مليون جنيه          | عبد العزيز سلام  | عزت الجاهلي | نعيمة عاكف |
| يا دنيا رخصوك الناس | صالح جودت        | أحمد صبرة   | حسني فهمي  |

## مصدر
1. 1 2 3 4  محمود قاسم، موسوعة الأفلام الروائية في مصر والعالم العربي، الجزء الثاني، الهيئة المصرية العامة للكتاب، 2006، ص 539.
2. ↑  المنسي في الغناء العربي - صحيفة الرأي نسخة محفوظة 24 يونيو 2021 على موقع واي باك مشين.
3. 1 2 3  مليون جنية-برنامج أفيش يعيش نسخة محفوظة 27 يونيو 2021 على موقع واي باك مشين.
4. ↑  لم يُذكر في عناوين الفيلم.

## وصلات خارجية
- مقالات تستعمل روابط فنية بلا صلة مع ويكي بيانات
- مليون جنيه على موقع الدهليز